# Guadalcanal (Provinz)
Guadalcanal ist eine von neun Provinzen des pazifischen Inselstaats Salomonen. Zur Provinz zählen die gleichnamige Hauptinsel und einige kleinere Inseln in der näheren Umgebung (etwa Nughu, Marapa und Rua Sura). Das Gebiet der Hauptstadt der Inselrepublik Salomonen, Honiara (mit einer Bevölkerung von 64.604 (Volkszählung 2009) und einer Fläche von 22 km²) ist nicht Teil der Provinz, sondern seit 1983 ein separater Hauptstadtbezirk.
Die Fläche der Provinz beträgt 5336 km². Die Inseln sind überwiegend dicht bewaldet und auch geographisch den Salomon-Inseln zuzuordnen.
Auf der Insel Guadalcanal liegt an der Nordküste Honiara, die Hauptstadt der Inselrepublik Salomonen. Im Jahr 2009 (Volkszählung) hatte die Provinz 93.613 Einwohner (ohne Honiara, s. oben). Die Provinz gliedert sich in 22 Distrikte (wards), die sich nach acht electoral districts (Wahlbezirken) gruppieren. Einwohnerstärkster Distrikt mit 14.995 Einwohnern ist Tandai, das den Hauptstadtbezirk landseitig auf allen Seiten umgibt.
Vom August 1942 bis Februar 1943 fand hier die Schlacht um Guadalcanal zwischen US-amerikanischen und japanischen Truppen statt. Etwas nördlich der Insel kam es vom 13. bis 15. November 1942 im Rahmen dieser Kampfhandlungen zur Seeschlacht von Guadalcanal.
Die Provinz Guadalcanal entstand wie die übrigen sechs Provinzen am 29. Januar 1982 durch den Provincial Government Act von 1981, zunächst unter Einschluss der Hauptstadt Honiara. Etwa im Juli des Folgejahres (1983) wurde Honiara als Hauptstadtbezirk ausgegliedert.

## Verwaltungsgliederung
Die Provinz Guadalcanal gliedert sich in 22 wards (mit Einwohnerzahlen nach der Volkszählung vom 17. November 2009), gruppiert nach acht electoral districts (Wahlbezirke):

Provinz Guadalcanal (93.613)
| - Saghalu (6.429) NWG - Tandai (14.995) NWG - Malango (10.532) CG - Vulolo (b) (4.429) CG - West Ghaobata (4.962) NG - East Ghaobata (4.515) NG - East Tasimboko (7.438) NEG - Paripao (b) (3.068) NEG - Aola (4.065) ECG - Kolokarako (b) (1.418) ECG - Valasi (b) (1.459) ECG - Longgu (3.767) ECG - Tetekanji (b) (1.111) EG - Birao (3.159) EG - Moli (3.696) EG - Avuavu (2.262) EG - Talise (1.716) SG - Vatukulau (1.833) SG - Duidui (3.190) SG - Wanderer Bay (3.448) WG - Tangarare (3.118) WG - Savulei (3.003) WG |